# Daniel Drewes
Daniel Drewes (* 1972 in Bottrop) ist ein deutscher Schauspieler und Hörbuchsprecher.

## Leben und Wirken

### Ausbildung
Drewes absolvierte ab 1995 ein Schauspielstudium an der Folkwang Hochschule Essen, das er 1999 mit einem Diplom abschloss. 2003 belegte er einen Schauspiel-Workshop an der Filmakademie Baden-Württemberg. 

### Berufliche Laufbahn
Drewes hatte Rollen an verschiedenen Theatern – wie am Schauspielhaus Düsseldorf, Pfalztheater Kaiserslautern, Theater Aachen und am Musiktheater im Revier. Außerdem trat er in Episoden-Haupt- und Nebenrollen sowie in wiederkehrenden Nebenrollen in mehreren Fernsehserien wie Lindenstraße, SOKO Köln, Alarm für Cobra 11, Marie Brand, Hotel Zuhause: Bitte stören! und Meuchelbeck auf.
Er spielte eine Hauptrolle und führte Regie im 2013 mit dem Sonderpreis der Jury des 99Fire-Films-Awards ausgezeichneten Kurzfilm How to kidnap Obama.

### Persönliches
Drewes lebt in Köln.

## Filmografie (Auswahl)
- 2004: Allein
- 2005: Pastewka (Fernsehserie, 1 Episode)
- 2008: Selbstgespräche
- 2008: Marie Brand und der Charme des Bösen (Fernsehreihe)
- 2010: Renn, wenn du kannst
- 2010: Kommissar Stolberg – Bei Anruf Mord (Fernsehserie)
- 2012: Eine Frau verschwindet
- 2013: Marie Brand und die Engel des Todes
- 2014: Alpha
- 2014: Wilsberg: 90-60-90 (Fernsehreihe)
- 2014: Wilsberg: Das Geld der Anderen
- 2014: Die Lügen der Sieger
- 2014: 1001 Gramm
- 2015: Wir Monster
- 2015: Club der roten Bänder (Fernsehserie, eine Folge)
- 2015: Meuchelbeck – Hier und weg
- 2015: Über den Tag hinaus
- 2016: Paranoid (Fernsehserie, fünf Folgen)
- 2016: Hubert und Staller – Fahr zur Hölle (Fernsehserie, eine Folge)
- 2017: Heldt – Der Putzteufel (Fernsehserie, eine Folge)
- 2018: In aller Freundschaft – Kleines Herz (Fernsehserie, eine Folge)
- 2018: Rentnercops – Dumm gelaufen (Fernsehserie, eine Folge)
- 2018: Hotel Heidelberg: … Vater sein dagegen sehr
- 2019: Alarm für Cobra 11 – Die Autobahnpolizei (Fernsehserie, eine Folge)
- 2019: Die Füchsin: Schön und tot (Fernsehreihe)
- 2020: Billy Kuckuck – Aber bitte mit Sahne!
- 2020, 2024: SOKO Köln (Fernsehserie, Folgen Schrei nach Liebe, Ungebunden)
- 2021: Tilo Neumann und das Universum (Fernsehserie)
- 2021: Der Zürich-Krimi: Borchert und der Mord im Taxi (Fernsehreihe)
- 2021: Sarah Kohr – Stiller Tod
- 2022, 2025: SOKO Stuttgart – Escape Room, Bis der Punk uns scheidet (Fernsehserie, zwei Folgen)
- 2022: Bettys Diagnose – Zusammenhalt (Fernsehserie, eine Folge)
- 2022: Anna und ihr Untermieter: Dicke Luft (Fernsehreihe)
- 2023: Bonn – Alte Freunde, neue Feinde (Fernsehserie)
- 2023: Wendehammer (Fernsehserie)
- 2023: Tatort: Murot und das Paradies
- 2023: Bis ans Ende der Nacht
- 2025: Tatort: Restschuld
- 2025: Wilsberg: Achtsam bis tödlich (Fernsehreihe)
- 2025: Ghosts (Fernsehserie)